# Lequeu

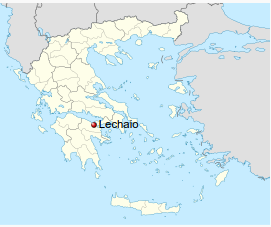
Localização de Lequeu

Lequeu (em grego: Λέχαιο; romaniz.: Lechaio) é uma vila situada no município de Assos-Lequeu em Coríntia, Grécia. Esta localizada na costa do Golfo de Corinto a cerca de 8 km de distância da cidade de Corinto e 12 km ao sul de Ciáto. A linha ferroviária de Pireu-Patras tinha uma estação na vila, mas o serviço para passageiros foi encerrado em 2009.

## História
Na era antiga, Lequeu foi um dos portos de Coríntia, e era conectado com Corinto por um par de muralhas fortificadas. Em 390 a.C ocorreu a Batalha de Lequeu, que teve como seu término a vitória dos atenienses de Ifícrates contra um regimento espartano.
Um pequeno aeroporto foi construído pelos nazistas durante a Segunda Guerra Mundial para servir como ponto de controle na região sudeste do Mediterrâneo. No subsolo da base área uma grande quantidade de armas e barris de petróleo foram armazenados pelo exército alemão.